# Lucchino Trotti
Lucchino Trotti (Alessandria, ... – 1494) è stato un vescovo cattolico italiano.

## Biografia
Nacque ad Alessandria, figlio di Agostino Trotti e Isabella Dal Pozzo. Membro della famiglia Trotti, appartenente al patriziato alessandrino e milanese, del ramo dei Trotti di Pasturana, fu Arcidiacono della cattedrale di San Pietro di Alessandria.
Nel 1452 risulta essere membro del capitolo della cattedrale di San Lorenzo di Genova oltre che procuratore del cardinale Paolo Fregoso, abate commendatario del monastero cistercense di Sant'Andrea di Sestri e futuro arcivescovo di Genova.
Intorno al 14 dicembre 1482 fu eletto vescovo di Bobbio da papa Sisto IV.